# Vetor
Vetor là dòng virus điển hình của loại virus siêu đa hình. Virus siêu đa hình có thể "qua mặt" được hầu hết các phần mềm diệt virus không có cơ chế quét sâu (Deep scan). Nếu phần mềm diệt virus chỉ sử dụng các bộ mẫu nhận diện cố định để tìm các virus đa hình hoặc siêu đa hình thì sẽ không thể tìm đủ các "hình" của virus, dẫn tới diệt không triệt để.
Virus Vetor có xuất xứ từ Đức và đã xuất hiện, hoành hành trên Internet cách đây gần 3 năm. Hiện nay, virus Vetor vẫn liên tục xuất hiện các biến thể mới và ngày càng phức tạp hơn.
Các biến thể mới của dòng virus Vetor đã trở thành nỗi thách thức không chỉ với người sử dụng mà cả với các phần mềm diệt virus. Nhiều phần mềm diệt virus không thể phát hiện, bóc tách, xử lý triệt để các biến thể của dòng virus Vetor. Trong nhiều trường hợp, khi các phần mềm diệt virus này không thể khôi phục trạng thái gốc của file bị nhiễm virus, file đó sẽ bị xóa hoặc bị cô lập, dẫn đến việc người sử dụng bị mất các file chương trình, hoặc thậm chí, bị hỏng Windows do các file chuẩn của Windows đã bị xóa, không thể đăng nhập hay sử dụng được Windows.
Trong thời gian gần đây, virus W32.Vetor.PE vẫn đang liên tục "thống trị" trên bảng thống kê những virus lây nhiễm nhiều nhất.